# Lysandra fowleri
Lysandra fowleri är en fjärilsart som beskrevs av South 1900. Lysandra fowleri ingår i släktet Lysandra och familjen juvelvingar. Inga underarter finns listade i Catalogue of Life.